# 蕭九峯
蕭九峯（1524年—？），字壽夫，號東橋，直隸興州後屯衛（治所在順天府通州三河县）軍籍，江西廬陵縣人，明朝官员。

## 生平
嘉靖三十一年（1552年）壬子科順天府鄉試第三十六名舉人。嘉靖三十二年（1553年）聯捷癸丑科會試第九十八名，三甲第一百一十九名進士。大理寺观政，授山西临晋知县，考选廣東道御史。三十六年任巡关御史。四十三年降東平州判官。

## 家族
曾祖蕭昇；祖父蕭銳，府通判；父蕭選，右僉都御史。前母劉氏；母趙氏。慈侍下。兄蕭九成（同科进士）、弟九錫（生员）、九思、九叙、九皋、九官（生员）。